# Seznam osobností vyznamenaných 28. října 2019

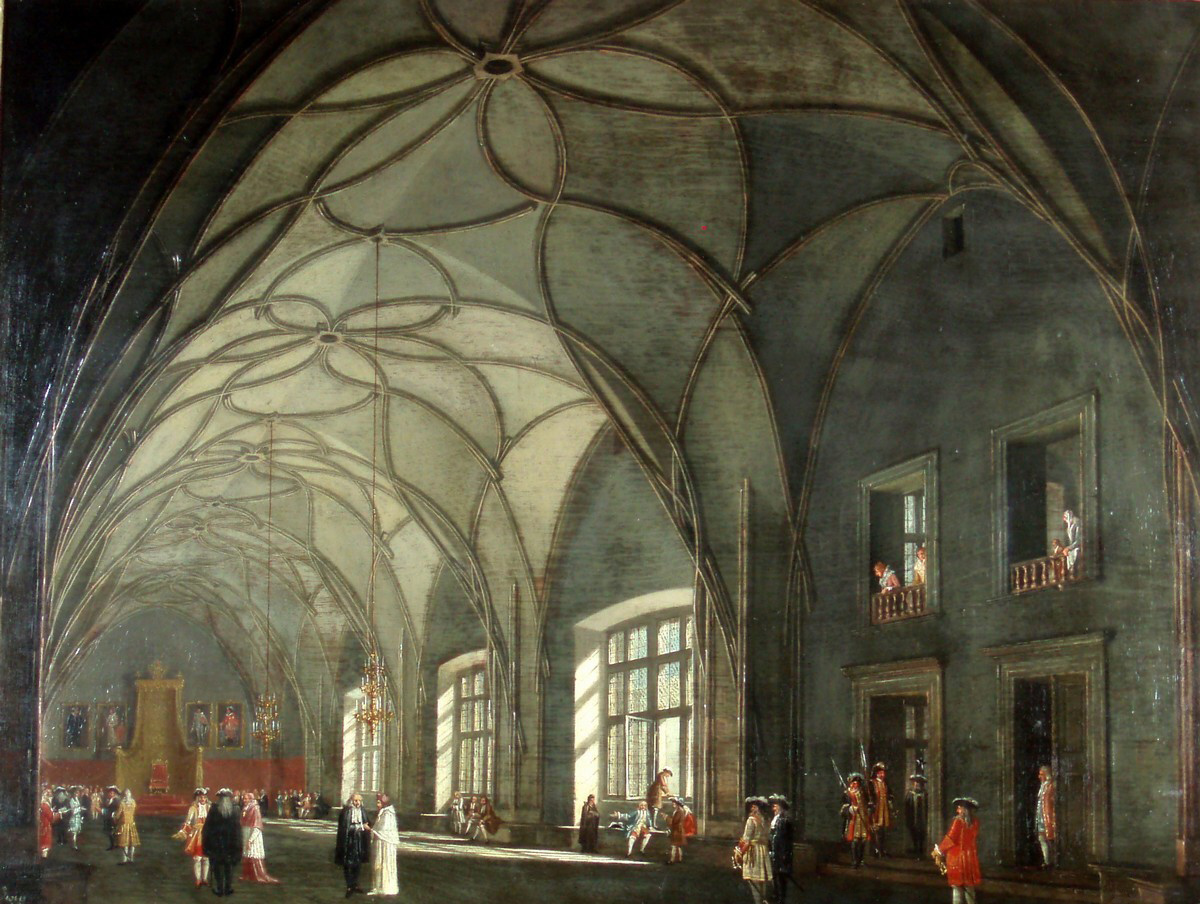
Historická podoba Vladislavského sálu Pražského hradu, nynějšího místa udílení státních vyznamenání

Toto je seznam osobností, které vyznamenal prezident České republiky Miloš Zeman státními vyznamenáními při státním svátku 28. října 2019. Slavnostním udílením vyznamenání ve Vladislavském sále Pražského hradu vyvrcholily oslavy Dne vzniku samostatného československého státu.

## Návrhy
Návrh na udělení státního vyznamenání může prezidentovi podat občan, skupina občanů či organizace. Ze zákona své návrhy předkládá také Poslanecká sněmovna, Senát a vláda. Prezident však k návrhům nemusí přihlížet a může vyznamenat také bez návrhu; udělení státních vyznamenání však podléhá kontrasignaci předsedou vlády.

### Senát
Dne 23. května 2019 schválil organizační výbor Senátu seznam 24 osobností navržených senátorům a senátorkám k doporučení prezidentovi. Na udělení řádu Bílého lva bylo navrženo 5 osob, na udělení medaile Za hrdinství 4 osoby a na udělení medaile Za zásluhy 15 osob. Mezi nimi byl generálmajor Alexander Hess, velitel 310. československé stíhací perutě Royal Air Force ve Velké Británii a např. také profesor biologie a odborník v molekulární a buněčné biologii prof. MUDr. Augustin Svoboda, CSc., dr. h.c. 

### Poslanecká sněmovna
O seznamu návrhů předložených prezidentovi Miloši Zemanovi Sněmovnou rozhodovali poslanci 20. června 2019. Ze seznamu, který původně čítal 48 jmen vypadli např. bývalý slovenský prezident Andrej Kiska či youtuber Karel Kovář známější pod přezdívkou Kovy i další lidé. Poslanec hnutí ANO Jiří Mašek, který byl navrhován jako zdravotnický záchranář, nominaci sám odmítl. Šanci na vyznamenání dostal naopak například režisér Vojtěch Jasný či bývalý náčelník generálního štábu armády a expředseda vojenského výboru NATO Petr Pavel, stejně tak řada válečných veteránů, kteří měli být oceněni in memoriam, či vědců.

### Prezident
Ze strany občanů vzešlo 257 návrhů na vyznamenání osobností z celkového počtu 229 předmětných dopisů zaslaných prezidentovi, v nichž bylo někdy obsaženo i více jmen. Ve srovnání s rokem 2018 bylo občany navrženo o 43 osobností více.

## Ceremoniál
Slavnostního ceremoniálu předání státních vyznamenání ve Vladislavském sále Hradu se zúčastnilo asi 800 lidí. Pozváni byli například předsedové Senátu a Sněmovny, bývalý prezident Václav Klaus, diplomaté, osobnosti církevního a společenského života a zástupci univerzit. V sále byli přítomni rovněž příbuzní oceněných osobností. Na začátku slavnostního ceremoniálu příslušníci hradní stráže přinesli do sálu 26 historických praporů a zástav, praporečníci následně státní vlajku a vlajku prezidenta republiky. Miloš Zeman posléze přišel v doprovodu manželky Ivany za zvuků fanfáry z opery Bedřicha Smetany Libuše. Po státní hymně prezident přednesl projev vsedě, zdůvodnil to intenzivní bolestí nohou.
Mezi vyznamenanými byl armádní psovod Tomáš Procházka, který zahynul v roce 2018 při výkonu služby v Afghánistánu. Medaili in memoriam Za hrdinství přišel na Hrad převzít Procházkův otec. Předání byl přítomen i belgický ovčák Doky, jeden ze dvou psů, které měl Procházka s sebou v Afghánistánu.
Následné recepce ve Španělském sále se na pozvání zúčastnilo cca 2 000 lidí.

## Seznam vyznamenaných

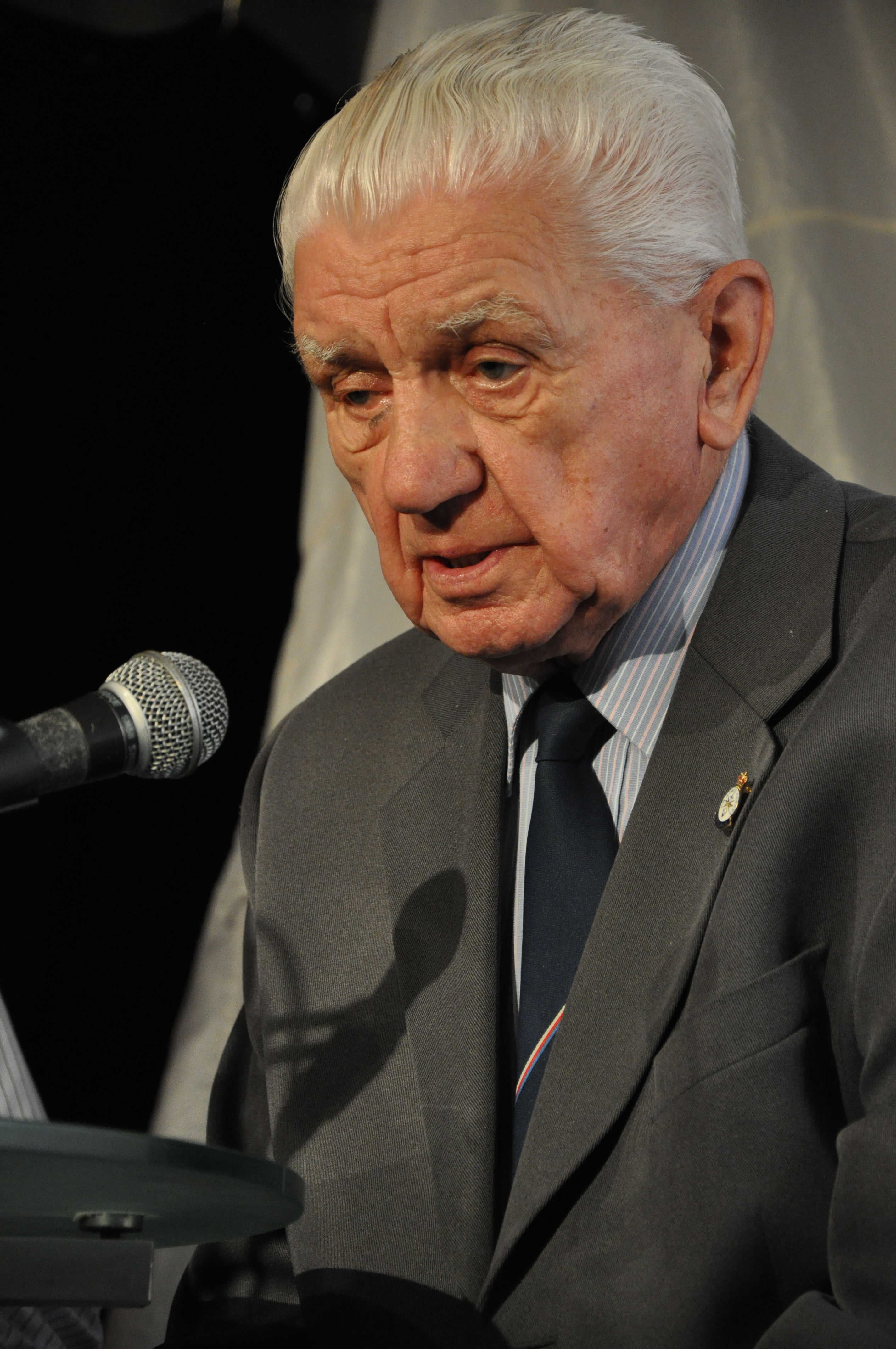
Emil Boček

Prezident Zeman udělil nejvyšší počet vyznamenání za své působení ve funkci. Ocenil 42 osobností, v říjnu 2018 jich bylo o jednu méně. Z nich 11 vyznamenal in memoriam:

### Řád Bílého lva vojenské skupiny I. třídy
- armádní generál Emil Boček, letec RAF a válečný veterán
- divizní generál Bohuslav Ečer, in memoriam, předseda československé delegace u Norimberského procesu
- generálmajor Josef Ocelka, in memoriam, letec RAF a velitel 311. perutě
- generálporučík Jaroslav Selner, in memoriam, odbojář a velitel 3. československé samostatné brigády v SSSR

### Řád Bílého lva občanské skupiny I. třídy

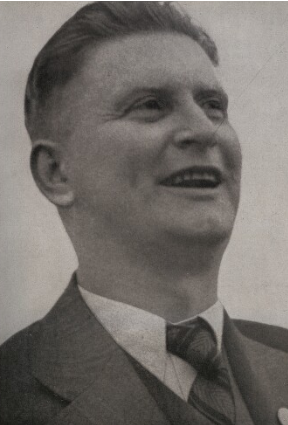
Jan Antonín Baťa

- Jan Antonín Baťa, in memoriam, průmyslník
- Václav Klaus, bývalý premiér a prezident
- Rudolf Schuster, bývalý slovenský prezident
- Helmut Zilk, in memoriam, bývalý starosta Vídně

### Řád Tomáše G. Masaryka I. třídy

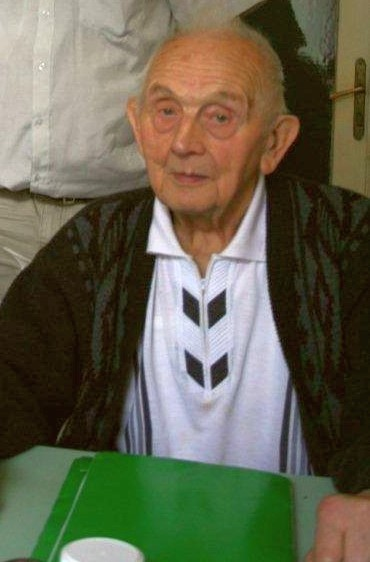
Jan Jelínek

- Jan Jelínek, in memoriam, evangelický kazatel a zachránce pronásledovaných za druhé světové války

### Medaile Za hrdinství
- Božena Ivanová, válečná veteránka, příslušnice 1. československého sboru v Buzuluku
- Jarmila Halbrštatová, válečná veteránka, příslušnice 1. československého sboru v Buzuluku
- vrchní strážmistr Karel Kněz, in memoriam, velitel četnické stanice ve Vrbatově Kostelci
- David Michaljak, zastánce při potyčce na koupališti
- štábní praporčík Tomáš Procházka, in memoriam, voják
- štábní praporčík Kurt Taussig, in memoriam, letec RAF

### Medaile Za zásluhy I. stupně
- Antonín Doležal, lékař
- Helena Haškovcová, bioložka a filozofka
- Petr Hrdlička, automobilový konstruktér
- Jaromír Jágr, hokejista
- Eliška Junková-Khásová, in memoriam, automobilová závodnice
- Miloslav Kala, prezident Nejvyššího kontrolního úřadu
- Josef Kalbáč, politik
- Emir Kusturica, režisér
- Kamil Lhoták, in memoriam, grafik a malíř
- Michal Lukeš, historik a ředitel Národního muzea
- Jaroslav Madunický, lékař
- Petr Martan, publicista a spisovatel
- Jan Mašát, vědec
- Hana Moučková, starostka České obce sokolské
- Rudolf Ofčaří, podnikatel
- Milan Pernica, značkař turistických tras
- Luboš Petruželka, lékař
- Vladimír Plašil, podnikatel
- Libor Podmol, motokrosař
- Josef Podstata, lékař
- Jiří Rajlich, vojenský historik
- Jan Saudek, fotograf
- Jan Schneider, publicista
- Pavel Smutný, advokát, podnikatel a mecenáš umění
- Jan Struž, ekonom
- Xu Weizhu, bohemistka a překladatelka
- Josef Zíma, zpěvák

## Kontroverze
Po předchozích letech, kdy byl prezident nebo jeho kancelář kritizováni kvůli výběru pozvaných či nepozvaných osobností, tentokrát pozvání na ceremoniál opět neobdržel nejvyšší státní zástupce Pavel Zeman, stejně jako v předcházejícím roce. Pozváni nebyli také někteří ústavní představitelé a předsedové parlamentních stran, např. TOP 09, Pirátů či STAN. Účast na ceremoniálu odmítli také předsedové dalších opozičních stran ODS a KDU-ČSL, naopak ji potvrdili Jan Hamáček z vládní ČSSD, Tomio Okamura z hnutí SPD i Vojtěch Filip z KSČM.